# Paris–Nizza 2011
Die 69. Rad-Fernfahrt Paris–Nizza fand vom 6. bis zum 13. März 2011 statt. Sie gehörte der UCI World Tour an und war innerhalb dieser das zweite Rennen nach der Tour Down Under. Die Gesamtdistanz des Rennens betrug 1.307 Kilometer.

## Die Teilnehmer
| ProTeams Quickstep Omega Pharma-Lotto Saxo Bank SunGard ag2r La Mondiale Lampre-ISD Liquigas-Cannondale Pro Team Astana Leopard Trek Rabobank Vacansoleil-DCM Katjuscha Euskaltel-Euskadi Movistar Team Sky ProCycling BMC Racing Team Garmin-Cervélo HTC-Highroad Team RadioShack Professional Continental Teams Bretagne-Schuller FDJ Cofidis Team Europcar |

Startberechtigt waren die 18 ProTeams sowie die französischen Professional Continental-Mannschaften Cofidis, Team Europcar, FDJ und Bretagne-Schuller, die vom Veranstalter Amaury Sport Organisation eine Wildcard erhielten.

## Die Etappen
Der Streckenverlauf wurde am 1. Februar 2011 vorgestellt.
Im Jahr 2011 verzichteten die Organisatoren auf den traditionellen Prolog, das Rennen wurde stattdessen mit einer regulären Etappe im Dorf Houdan, westlich von Paris gelegen, eröffnet. Die ersten drei Etappen verliefen über weitgehend flaches Terrain, danach ging es in die Berge. Die 5. Etappe umfasste sieben Bergwertungen. Es folgte erstmals nach 43 Jahren wieder ein langes Einzelzeitfahren über 27 Kilometer. Auch der siebte Tagesabschnitt wies mit fünf Bergwertungen ein anspruchsvolles Profil auf. Wie gewöhnlich endete die „Fahrt zur Sonne“ mit einem Kurs rund um Nizza, auf dem unter anderem der Col d’Eze passiert wurde, bevor das Rennen auf der Promenade des Anglais in Nizza endete. Insgesamt galt die Fernfahrt als schwieriger als in den Jahren zuvor.

### Etappenübersicht
| Etappe    | Tag      | Start–Ziel                                       | km    | Typ              | Etappensieger    | Gelbes Trikot   |
| --------- | -------- | ------------------------------------------------ | ----- | ---------------- | ---------------- | --------------- |
| 1. Etappe | 6. März  | Houdan – Houdan                                  | 154,5 | Flachetappe      | Thomas De Gendt  | Thomas De Gendt |
| 2. Etappe | 7. März  | Montfort-l’Amaury – Amilly                       | 198,5 | Flachetappe      | Greg Henderson   | Thomas De Gendt |
| 3. Etappe | 8. März  | Cosne-Cours-sur-Loire – Nuits-Saint-Georges      | 202,5 | Flachetappe      | Matthew Goss     | Matthew Goss    |
| 4. Etappe | 9. März  | Crêches-sur-Saône – Belleville                   | 191   | Flachetappe      | Thomas Voeckler  | Thomas De Gendt |
| 5. Etappe | 10. März | Saint-Symphorien-sur-Coise – Vernoux-en-Vivarais | 194   | Bergetappe       | Andreas Klöden   | Andreas Klöden  |
| 6. Etappe | 11. März | Rognes – Aix-en-Provence                         | 27    | Einzelzeitfahren | Tony Martin      | Tony Martin     |
| 7. Etappe | 12. März | Brignoles – Biot Sofia-Antipolis                 | 215,5 | Bergetappe       | Rémy Di Gregorio | Tony Martin     |
| 8. Etappe | 13. März | Nizza – Nizza                                    | 124   | Bergetappe       | Thomas Voeckler  | Tony Martin     |

### 1. Etappe, Houdan – Houdan
|    | Fahrer            | Nation     | Team                | Zeit         |
| -- | ----------------- | ---------- | ------------------- | ------------ |
| 1. | Thomas De Gendt   | Belgien    | Vacansoleil-DCM     | 4:05:06 h    |
| 2. | Jérémy Roy        | Frankreich | FDJ                 | gleiche Zeit |
| 3. | Heinrich Haussler | Australien | Garmin-Cervélo      | gleiche Zeit |
| 4. | Peter Sagan       | Slowenien  | Liquigas-Cannondale | gleiche Zeit |
| 5. | Greg Henderson    | Neuseeland | Sky ProCycling      | gleiche Zeit |

|    | Fahrer            | Nation      | Team            | Zeit      |
| -- | ----------------- | ----------- | --------------- | --------- |
| 1. | Thomas De Gendt   | Belgien     | Vacansoleil-DCM | 4:05:06 h |
| 2. | Jérémy Roy        | Frankreich  | FDJ             | + 0:06    |
| 3. | Heinrich Haussler | Australien  | Garmin-Cervélo  | + 0:09    |
| 4. | Damien Gaudin     | Frankreich  | Team Europcar   | + 0:10    |
| 5. | Jens Voigt        | Deutschland | Leopard Trek    | + 0:11    |

### 2. Etappe, Montfort-l’Amaury – Amilly
|    | Fahrer            | Nation     | Team                | Zeit         |
| -- | ----------------- | ---------- | ------------------- | ------------ |
| 1. | Greg Henderson    | Neuseeland | Sky ProCycling      | 5:00:56 h    |
| 2. | Matthew Goss      | Australien | HTC-Highroad        | gleiche Zeit |
| 3. | Denis Galimzyanov | Russland   | Katjuscha           | gleiche Zeit |
| 4. | Heinrich Haussler | Australien | Garmin-Cervélo      | gleiche Zeit |
| 5. | Peter Sagan       | Slowakei   | Liquigas-Cannondale | gleiche Zeit |

|    | Fahrer          | Nation     | Team            | Zeit      |
| -- | --------------- | ---------- | --------------- | --------- |
| 1. | Thomas De Gendt | Belgien    | Vacansoleil-DCM | 9:05:48 h |
| 2. | Greg Henderson  | Neuseeland | Sky ProCycling  | + 0:04    |
| 3. | Jérémy Roy      | Frankreich | FDJ             | + 0:07    |
| 4. | Matthew Goss    | Australien | HTC-Highroad    | + 0:08    |
| 5. | Tony Gallopin   | Frankreich | Cofidis         | + 0:08    |

### 3. Etappe, Cosne-Cours-sur-Loire – Nuits-Saint-Georges
|    | Fahrer                 | Nation                 | Team           | Zeit         |
| -- | ---------------------- | ---------------------- | -------------- | ------------ |
| 1. | Matthew Goss           | Australien             | HTC-Highroad   | 5:16:48 h    |
| 2. | Heinrich Haussler      | Australien             | Garmin-Cervélo | gleiche Zeit |
| 3. | Denis Galimzyanov      | Russland               | Katjuscha      | gleiche Zeit |
| 4. | José Joaquín Rojas Gil | Spanien                | Movistar Team  | gleiche Zeit |
| 5. | Geraint Thomas         | Vereinigtes Konigreich | Sky ProCycling | gleiche Zeit |

|    | Fahrer            | Nation     | Team            | Zeit       |
| -- | ----------------- | ---------- | --------------- | ---------- |
| 1. | Matthew Goss      | Australien | HTC-Highroad    | 14:22:34 h |
| 2. | Thomas De Gendt   | Belgien    | Vacansoleil-DCM | + 0:02     |
| 3. | Heinrich Haussler | Australien | Garmin-Cervélo  | + 0:06     |
| 4. | Greg Henderson    | Neuseeland | Sky ProCycling  | + 0:06     |
| 5. | Denis Galimzyanov | Russland   | Katjuscha       | + 0:08     |

### 4. Etappe, Crêches-sur-Saône – Belleville
|    | Fahrer            | Nation     | Team            | Zeit         |
| -- | ----------------- | ---------- | --------------- | ------------ |
| 1. | Thomas Voeckler   | Frankreich | Team Europcar   | 5:04:20 h    |
| 2. | Rémi Pauriol      | Frankreich | FDJ             | gleiche Zeit |
| 3. | Thomas De Gendt   | Belgien    | Vacansoleil-DCM | gleiche Zeit |
| 4. | Rémy Di Gregorio  | Frankreich | Pro Team Astana | gleiche Zeit |
| 5. | Heinrich Haussler | Australien | Garmin-Cervélo  | + 0:13       |

|    | Fahrer           | Nation     | Team            | Zeit       |
| -- | ---------------- | ---------- | --------------- | ---------- |
| 1. | Thomas De Gendt  | Belgien    | Vacansoleil-DCM | 19:26:46 h |
| 2. | Thomas Voeckler  | Frankreich | Team Europcar   | + 0:10     |
| 3. | Rémi Pauriol     | Frankreich | FDJ             | + 0:16     |
| 4. | Matthew Goss     | Australien | HTC-Highroad    | + 0:21     |
| 5. | Rémy Di Gregorio | Frankreich | Pro Team Astana | + 0:24     |

### 5. Etappe, Saint-Symphorien-sur-Coise – Vernoux-en-Vivarais
|    | Fahrer         | Nation      | Team              | Zeit         |
| -- | -------------- | ----------- | ----------------- | ------------ |
| 1. | Andreas Klöden | Deutschland | Team RadioShack   | 4:59:00 h    |
| 2. | Samuel Sánchez | Spanien     | Euskaltel-Euskadi | gleiche Zeit |
| 3. | Matteo Carrara | Belgien     | Vacansoleil-DCM   | gleiche Zeit |
| 4. | Tony Martin    | Deutschland | HTC-Highroad      | gleiche Zeit |
| 5. | Rein Taaramae  | Estland     | Cofidis           | gleiche Zeit |

|    | Fahrer             | Nation      | Team              | Zeit       |
| -- | ------------------ | ----------- | ----------------- | ---------- |
| 1. | Andreas Klöden     | Deutschland | Team RadioShack   | 24:26:13 h |
| 2. | Samuel Sánchez     | Spanien     | Euskaltel-Euskadi | + 0:04     |
| 3. | Matteo Carrara     | Belgien     | Vacansoleil-DCM   | + 0:06     |
| 4. | Tony Martin        | Deutschland | HTC-Highroad      | + 0:10     |
| 5. | Robert Kišerlovski | Kroatien    | Pro Team Astana   | + 0:10     |

### 6. Etappe, Rognes – Aix-en-Provence (EZF)
|    | Fahrer                 | Nation                 | Team              | Zeit      |
| -- | ---------------------- | ---------------------- | ----------------- | --------- |
| 1. | Tony Martin            | Deutschland            | HTC-Highroad      | 33:24 min |
| 2. | Bradley Wiggins        | Vereinigtes Konigreich | Sky ProCycling    | + 0:20    |
| 3. | Richie Porte           | Australien             | Saxo Bank SunGard | + 0:29    |
| 4. | Andreas Klöden         | Deutschland            | Team RadioShack   | + 0:46    |
| 5. | Jean-Christophe Péraud | Frankreich             | ag2r La Mondiale  | + 0:55    |

|    | Fahrer                 | Nation                 | Team             | Zeit       |
| -- | ---------------------- | ---------------------- | ---------------- | ---------- |
| 1. | Tony Martin            | Deutschland            | HTC-Highroad     | 24:59:47 h |
| 2. | Andreas Klöden         | Deutschland            | Team RadioShack  | + 0:36     |
| 3. | Bradley Wiggins        | Vereinigtes Konigreich | Sky ProCycling   | + 0:39     |
| 4. | Rein Taaramae          | Estland                | Cofidis          | + 1:10     |
| 5. | Jean-Christophe Péraud | Frankreich             | ag2r La Mondiale | + 1:14     |

### 7. Etappe, Brignoles – Biot Sofia-Antipolis
|    | Fahrer           | Nation      | Team              | Zeit      |
| -- | ---------------- | ----------- | ----------------- | --------- |
| 1. | Rémy Di Gregorio | Frankreich  | Pro Team Astana   | 5:46:23 h |
| 2. | Samuel Sánchez   | Spanien     | Euskaltel-Euskadi | + 0:05    |
| 3. | Rigoberto Urán   | Kolumbien   | Sky ProCycling    | + 0:05    |
| 4. | Andreas Klöden   | Deutschland | Team RadioShack   | + 0:07    |
| 5. | Tony Martin      | Deutschland | HTC-Highroad      | + 0:07    |

|    | Fahrer                 | Nation                 | Team             | Zeit       |
| -- | ---------------------- | ---------------------- | ---------------- | ---------- |
| 1. | Tony Martin            | Deutschland            | HTC-Highroad     | 30:46:17 h |
| 2. | Andreas Klöden         | Deutschland            | Team RadioShack  | + 0:36     |
| 3. | Bradley Wiggins        | Vereinigtes Konigreich | Sky ProCycling   | + 0:41     |
| 4. | Rein Taaramae          | Estland                | Cofidis          | + 1:10     |
| 5. | Jean-Christophe Péraud | Frankreich             | ag2r La Mondiale | + 1:21     |

### 8. Etappe, Nizza – Nizza
|    | Fahrer             | Nation     | Team                        | Zeit         |
| -- | ------------------ | ---------- | --------------------------- | ------------ |
| 1. | Thomas Voeckler    | Frankreich | Team Europcar               | 3:15:58 h    |
| 2. | Diego Ulissi       | Italien    | Lampre-ISD                  | + 0:23       |
| 3. | Julien El-Farès    | Frankreich | Cofidis, le Crédit en Ligne | + 1:06       |
| 4. | Samuel Sánchez     | Spanien    | Euskaltel-Euskadi           | gleiche Zeit |
| 5. | David López García | Spanien    | Euskaltel-Euskadi           | gleiche Zeit |

|    | Fahrer          | Nation                 | Team              | Zeit       |
| -- | --------------- | ---------------------- | ----------------- | ---------- |
| 1. | Tony Martin     | Deutschland            | HTC-Highroad      | 34:03:37 h |
| 2. | Andreas Klöden  | Deutschland            | Team RadioShack   | + 0:36     |
| 3. | Bradley Wiggins | Vereinigtes Konigreich | Sky ProCycling    | + 0:41     |
| 4. | Rein Taaramae   | Estland                | Cofidis           | + 1:10     |
| 5. | Samuel Sánchez  | Spanien                | Euskaltel-Euskadi | + 1:13     |

## Wertungen
Für die Punktewertungen gab es folgende Punktverteilung:
Zwischensprints
1: 3 Sekunden, 3 Punkte
2: 2 Sekunden, 2 Punkte
3: 1 Sekunden, 1 Punkte
Zielsprint
1: 10 Sekunden, 25 Punkte
2: 06 Sekunden, 22 Punkte
3: 04 Sekunden, 18 Punkte
4 – 20: 16 – 15 – 14 – 13 – 12 – 11 – 10 – 9 – 8 – 7 – 6 – 5 – 4 – 3 – 2 – 1
Bergwertungen
1. Kategorie
1: 10 Punkte
2: 8 Punkte
3: 6 Punkte
4: 4 Punkte
5: 3 Punkte
6: 2 Punkte
7: 1 Punkte
2. Kategorie
1: 7 Punkte
2: 5 Punkte
3: 3 Punkte
4: 2 Punkte
5: 1 Punkte
3. Kategorie
1: 4 Punkte
2: 2 Punkte
3: 1 Punkte

### Wertungen im Tourverlauf
Die Tabelle zeigt den Führenden in der jeweiligen Wertung nach der jeweiligen Etappe an.
|           | Gesamtwertung   | Sprintwertung     | Bergwertung     | Nachwuchswertung   | Teamwertung     |
| --------- | --------------- | ----------------- | --------------- | ------------------ | --------------- |
| 1. Etappe | Thomas De Gendt | Thomas De Gendt   | Damien Gaudin   | Thomas De Gendt    | Vacansoleil-DCM |
| 2. Etappe | Thomas De Gendt | Greg Henderson    | Damien Gaudin   | Thomas De Gendt    | Vacansoleil-DCM |
| 3. Etappe | Matthew Goss    | Heinrich Haussler | Jussi Veikkanen | Matthew Goss       | Vacansoleil-DCM |
| 4. Etappe | Thomas De Gendt | Heinrich Haussler | Rémi Pauriol    | Thomas De Gendt    | Vacansoleil-DCM |
| 5. Etappe | Andreas Klöden  | Heinrich Haussler | Rémi Pauriol    | Robert Kišerlovski | Team RadioShack |
| 6. Etappe | Tony Martin     | Heinrich Haussler | Rémi Pauriol    | Rein Taaramae      | Team RadioShack |
| 7. Etappe | Tony Martin     | Heinrich Haussler | Rémi Pauriol    | Rein Taaramae      | Team RadioShack |
| 8. Etappe | Tony Martin     | Heinrich Haussler | Rémi Pauriol    | Rein Taaramae      | Team RadioShack |

## Endstand
Zum ersten Mal in der Geschichte der Fernfahrt Paris-Nizza endete die "Fahrt zur Sonne" mit einem deutschen Doppelsieg. Dabei wurde Tony Martin von HTC-Highroad seiner Favoritenrolle gerecht, die ihm nach seinem Erfolg bei der Algarve-Rundfahrt zugeteilt worden war. Er erreichte damit eines seiner größten Saisonziele und gewann die dritte Rundfahrt seiner Profi-Karriere. Wie Klöden, Sieger der Ausgabe von 2000, feierte er einen Etappensieg und war der insgesamt vierte Deutsche, der Paris-Nizza gewann. Martin präsentierte sich im Einzelzeitfahren souverän wie auch in den Bergen. Aber auch Klöden zeigte eine gute Vorstellung mit einem Etappensieg und einem Tag als Gesamtführender.
Für den Deutsch-Australier Heinrich Haussler war das Rennen ebenfalls als Erfolg zu werten. Er gewann zwar trotz mehreren Top-10-Platzierungen keine Etappe, doch trotz einen Sturzes auf dem vorletzten Teilstück konnte er die Punktewertung für sich entscheiden.
Die französischen Fahrer feierten insgesamt drei Etappenerfolge durch Rémy Di Gregorio vom Pro Team Astana, der seinen ersten Profi-Sieg errang, und den Landesmeister Thomas Voeckler vom Team Europcar, der zweimal die Oberhand behielt. Zudem konnte Rémi Pauriol die Bergwertung gewinnen und wie erwartet zeigten sich die Franzosen vermehrt in Ausreißergruppen.